# Newtonmore Curling Club Hut

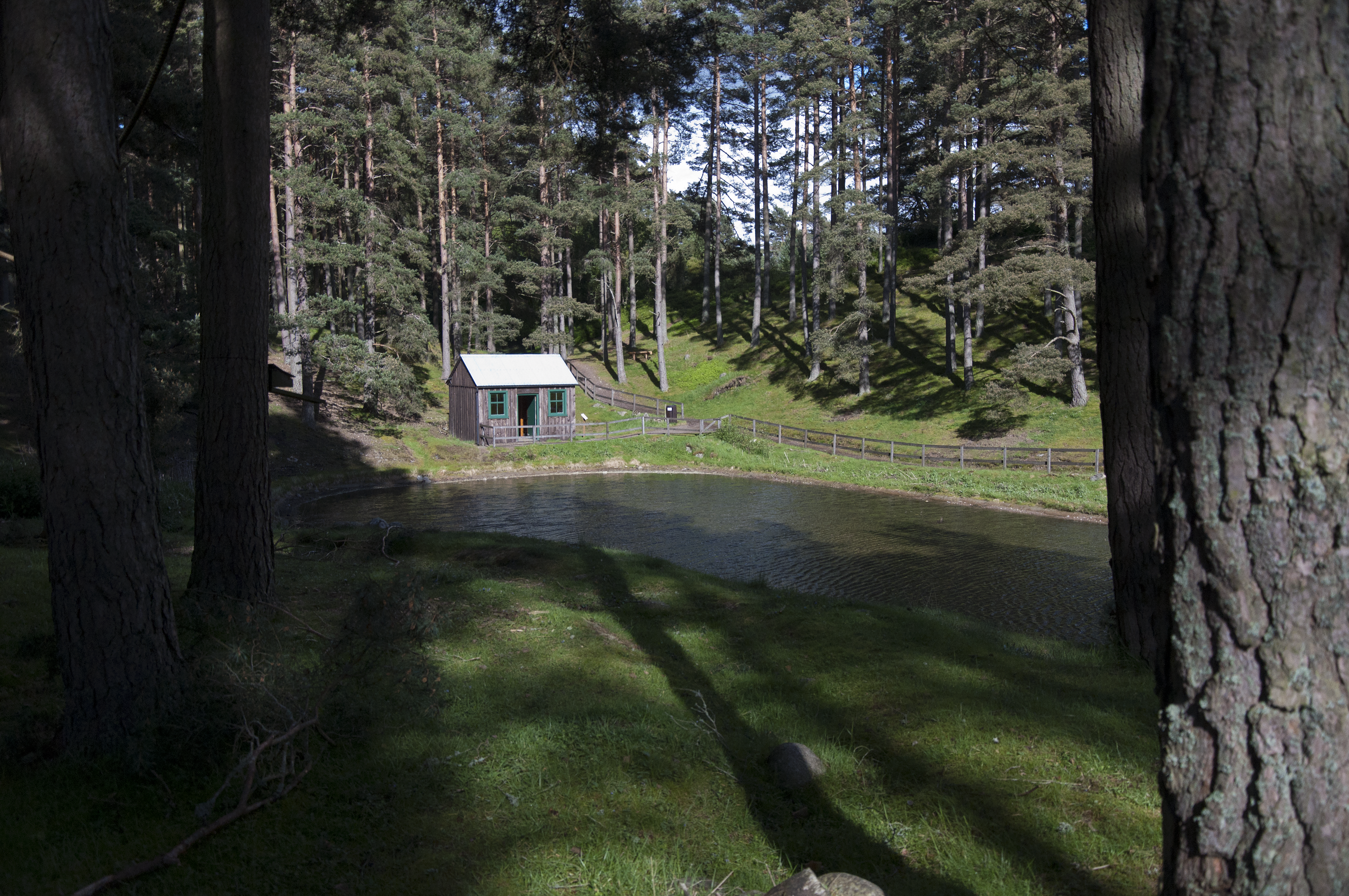
Newtonmore Curling Club Hut

De Newtonmore Curling Club Hut in het Highland Folk Museum te Newtonmore, Schotland, is een reconstructie van een gebouw gebruikt door de Newtonmore Curling Club. Boven de deur is een opschrift aangebracht: 19NCC30. Curling werd in Schotland vanaf de 16e eeuw beoefend.
Het gebouwtje, opgetrokken uit delen van het interieur van afgedankte slaaprijtuigen, bood onderdak aan curlers tijdens hun bon spiels of curlingwedstrijden wanneer het winterweer gezorgd had voor een dikke laag ijs op de vijver. Deze hut stond oorspronkelijk bij Loch Imrich, vlak bij Newtonmore. Door de bouw van een aantal kunstijsbanen is curling in openlucht sterk afgenomen. Het museum houdt de traditie in leven door hier opnieuw wedstrijden te organiseren.
De gebruikte stenen waren door erosie rondgeslepen stenen uit graniet waarvan er een aantal in de hut wordt bewaard. Het huis was dikwijls een omgekeerde houten fles bij de deur van de hut.

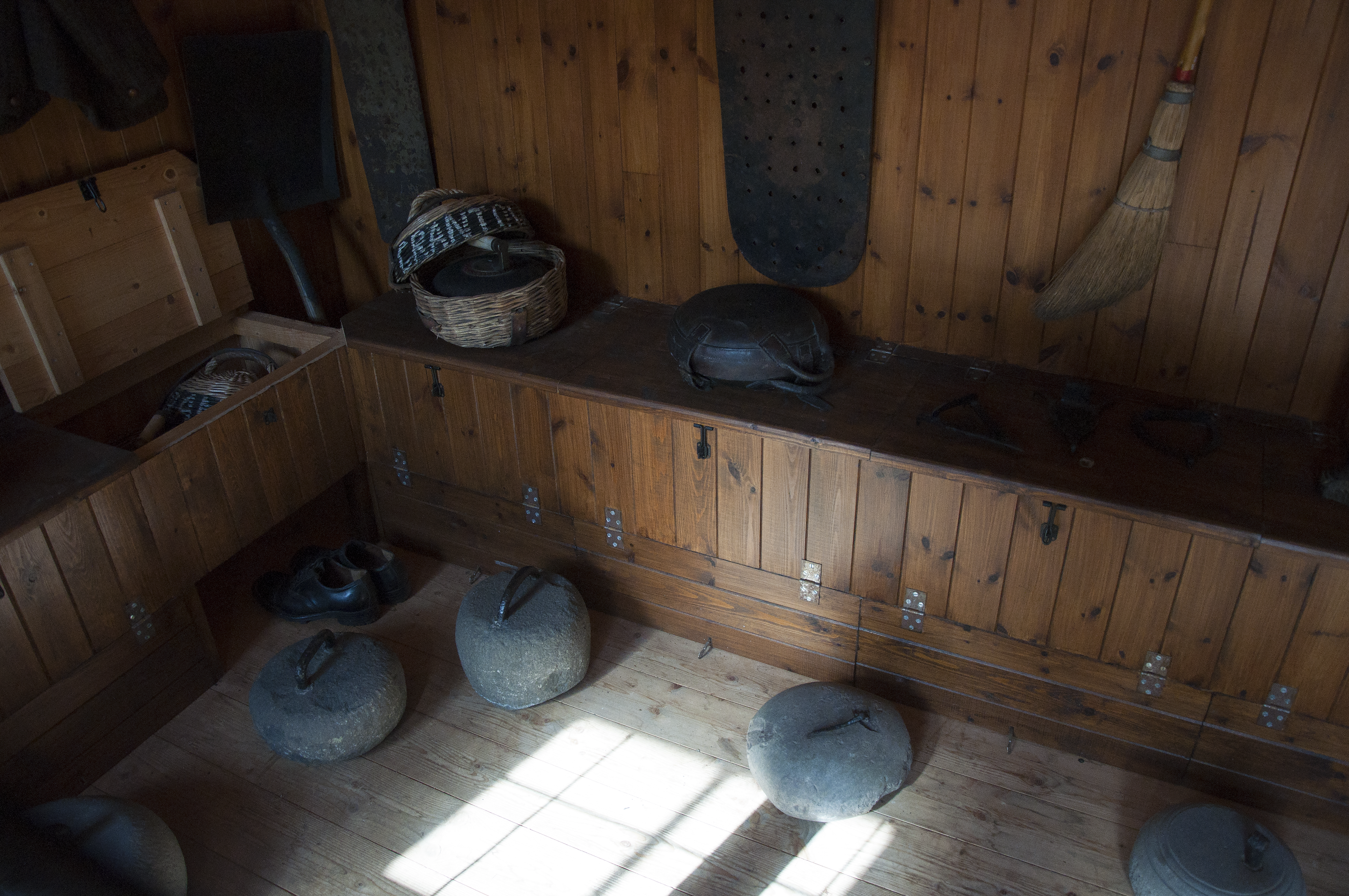
Interieur
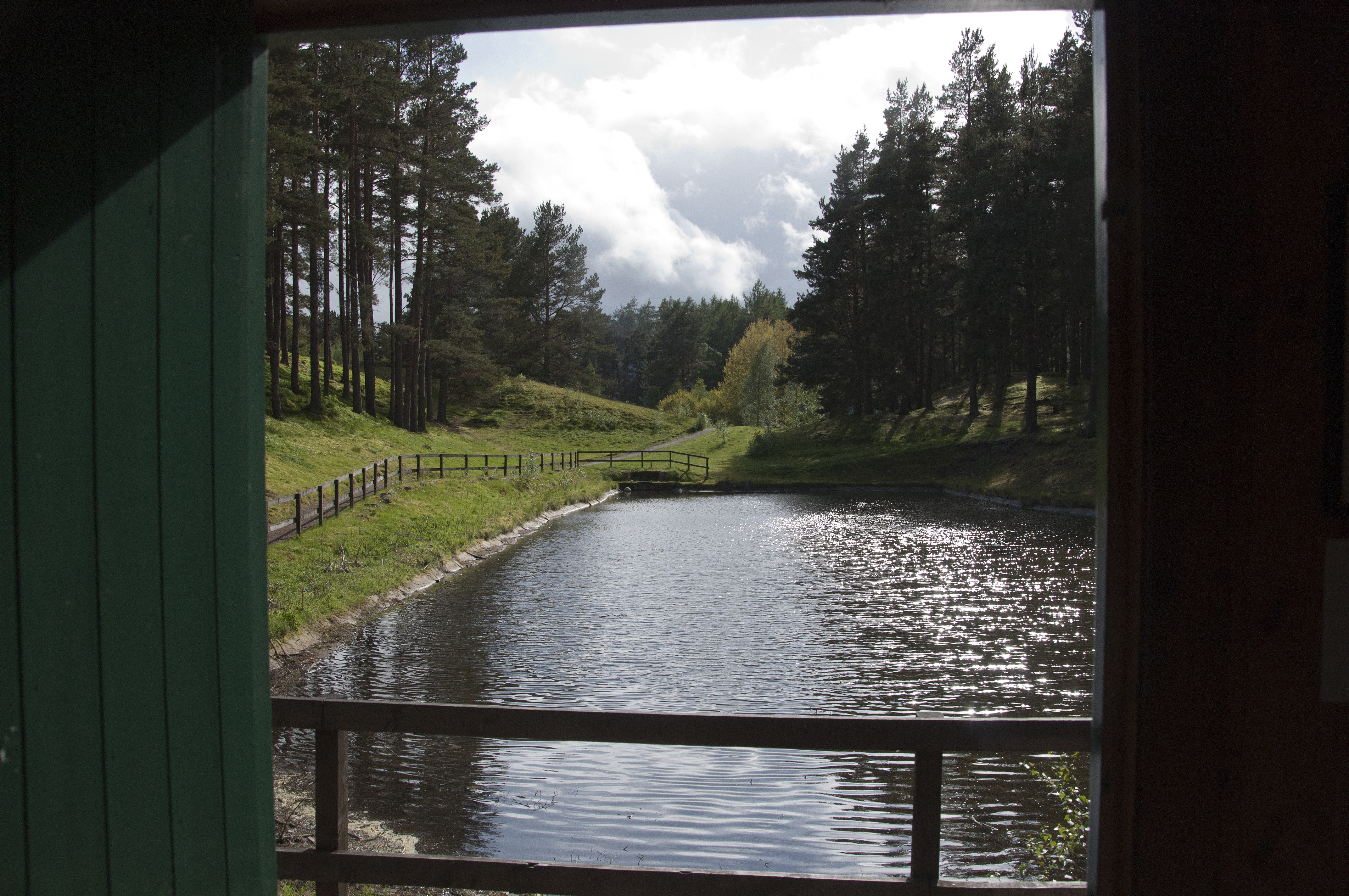
De vijver